# Pace di Traventhal
La pace di Traventhal (a volte chiamata anche trattato di Traventhal, nome che a sua volta può essere reso con Travendal) fu un accordo concluso fra re Carlo XII di Svezia e re Federico IV di Danimarca. Esso venne firmato il 18 agosto 1700 e rappresenta il primo successo dell'Impero svedese nella grande guerra del Nord.
Secondo i termini del trattato la Danimarca cedette la regione dello Schleswig al duca di Holstein-Gottorp (un alleato svedese) e promise di non combattere contro la Svezia in futuro. I danesi rientrarono in guerra solo nel 1709, quando Carlo XII subì una rovinosa sconfitta da parte dell'esercito russo nella campagna di Poltava.